# Los irrompibles
Los Irrompibles es una película western y de acción argentina de 1975 coescrita y dirigida por Emilio Vieyra. Fue estrenada el 17 de julio de 1975.

## Resumen de la trama
Harry "El Caliente" y Billy "El Frío" (interpretados por Jorge Martínez y Ricardo Espalter) son dos detectives contratados en Estados Unidos para resolver los robos a diligencias que transportan oro para la "Argentine Gold Mining", quienes resultan ser algo torpes y caricaturescos de personajes ya establecidos en otras películas del género "western" y "western europeo". Son ayudados por cuatro jinetes misteriosos que visten sombreros y abrigos blancos y que no hablan (interpretados por los uruguayos Enrique Almada, Eduardo D'Angelo, Andrés Redondo y Berugo Carámbula), que siempre aparecen a tiempo cuando se encuentran en situaciones muy comprometidas, haciendo el papel de "ángeles de la guarda" de Harry y Billy.
Eventualmente se hace evidente que los asaltos a la empresa ocurren siempre durante los transportes en diligencia, lo que hace suponer que algún entregador pasa el dato a los asaltantes de fecha y hora de los envíos. Luego de varias peripecias, muchas cómicas, con una pelea de "Saloon" incluida, los detectives logran descubrir a la banda de asaltantes (cuyo jefe quiere casarse con una rica heredera no por amor, sino por creer que en sus tierras hay oro) sino que también logran descubrir al "cerebro" de los asaltos, que no es otro que el presidente de la empresa, que mediante estos asaltos pretende forzar una caída de las acciones de la empresa y comprar a precios bajísimos las participaciones de los otros socios.

## Reparto
- Jorge Martínez ... Harry "El Caliente"
- Ricardo Espalter ...Billy "El Frío"
- Graciela Alfano ... Laura
- Roberto Escalada ... Sr. Thompson
- Rolando Dumas ... John Bull
- Santiago Gómez Cou ... Sr. Jackson
- Betiana Blum ... Dorys Clayton
- Enrique Almada
- Eduardo D'Angelo
- Berugo Carámbula
- Andrés Redondo
- Aldo Mayo

## Producción
La película fue filmada en la Provincia de San Luis. Durante el filme, pese a ser un "western", no se niega que no se está en territorio estadounidense. Cerca del final lo refieren; el personaje de Espalter dice: “Nunca pensé que este país Argentina fuera tan lindo ..”. Cuando están perdidos, el Caliente dice: "si por lo menos tuviésemos un mapa", a lo que el Frío responde: "yo tengo" y muestra uno de EE. UU. a lo que Caliente lo tira y lo mira mal, dando a entender que no están en EE. UU. 
Varios miembros del reparto fueron destacados actores de otros tiempos (Santiago Gómez Cou, Roberto Escalada) que, ya maduros, interpretan papeles acordes a sus edades, en este caso presidente y vice de la empresa, respetables hombres de negocios (salvo, desde ya, el papel de Escalada que resulta ser el villano).
En la escena del saloon, donde se desarrolla la pelea, realiza un cameo la cantante y actriz Marilina Ross.   
Antes de trabajar en el film Espalter, Almada, Redondo, Carámbula y D'Angelo habían tenido carreras como actores de televisión en programas cómicos muy destacados, como Telecataplum, Comicolor y Hiperhumor.